# تنمر جنسي

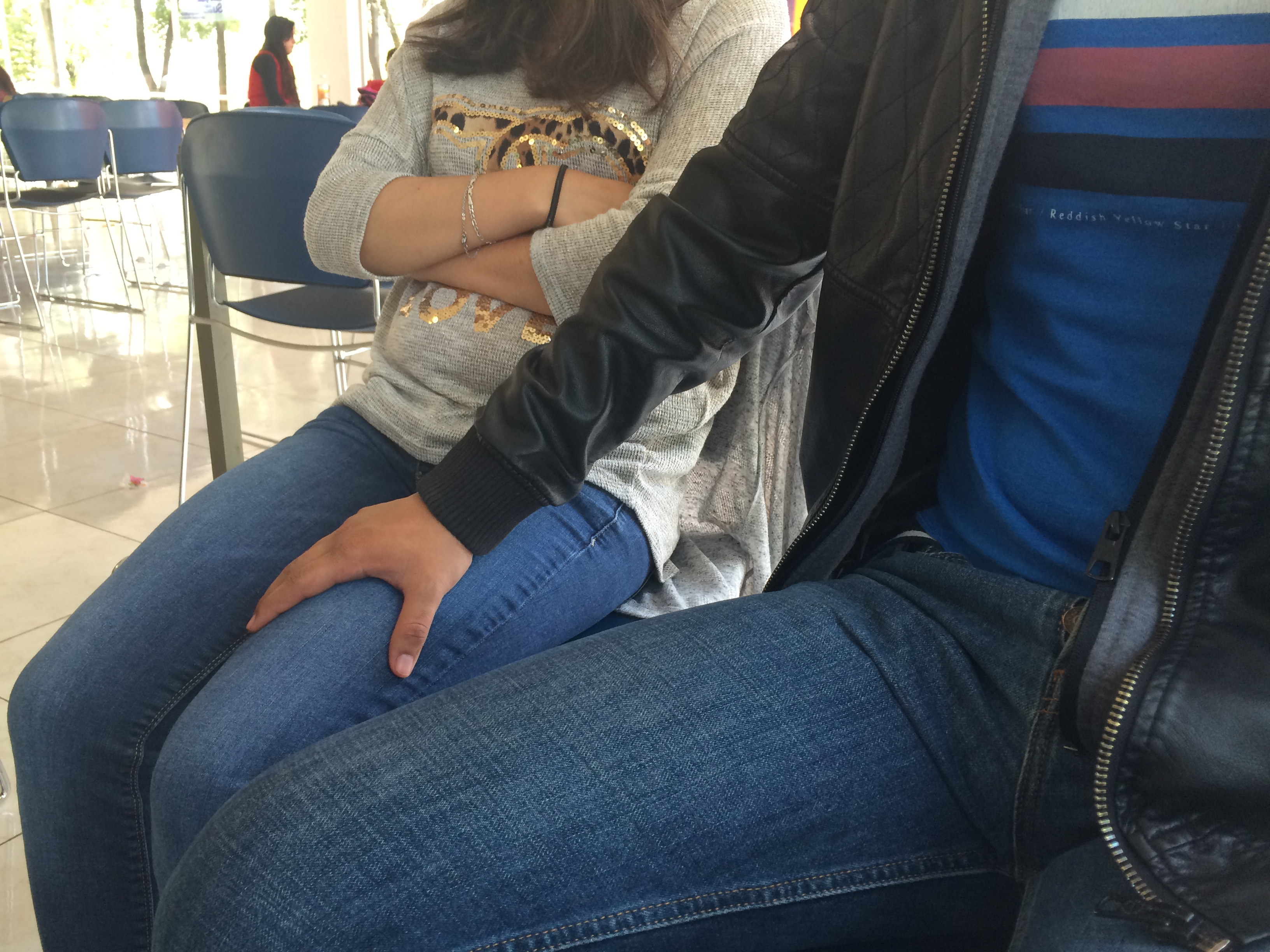
التنمر الجنسي

التنمر الجنسي هو نوع من التنمر والاعتداء المتعلق بجنس الشخص أو جسده أو توجهه الجنسي أو نشاطه الجنسي. وهو يمكن أن يكون جسديا أو لفظيا أو عاطفيا.

## التعريف
عرفت الجمعية الوطنية لمنع القسوة ضد الأطفال التنمر الجنسي باعتباره "أي سلوك متنمر، سواء جسدي أو غير جسدي، والذي يحدث بناءا على جنس الشخص أو ميوله الجنسية. وهو عندما يتم استخدام الجنس أو الميول الجنسية كسلاح من قِبل الفتيان أو الفتيات تجاه الفتيان أو الفتيات الآخرين - على الرغم من أنه موجه بشكل أكبر ضد الفتيات، يمكن تنفيذ التنمر في وجه الشخص أو من وراء ظهره أو من خلال استخدام التكنولوجيا." وضعت منظمة «اهزم التنمر» السابقة (المعطلة حاليا) تعريفا مشابها. يمكن أن يتم عن طريق استخدام الكلمات الجنسية للتحقير من شخص ما، مثل مناداة شخص ما فاسق/ فاسقة، أو قمامة، أو مثلي الجنس، أو نشر شائعات عن الحياة الجنسية المزعومة لشخص ما. في أكثر أشكاله تطرفًا، قد يكون عن طريق اللمس غير اللائق أو الاعتداء جنسيًا أو حتى الاغتصاب. يستخدم هذا المصطلح في المقام الأول في المملكة المتحدة ولم يستخدم بعد في مناطق أخرى. ومع ذلك يمكن أن تكون تعريفات وأوصاف التنمر والتعدي الجنسي مسألة إشكالية. غالبًا ما يتم نشر المصطلحات العدوانية بطريقة ودية، لذا فإن سياق مثل هذه التبادلات مهم جدًا، وأحيانا ما ييلتبس على البالغين ترجمتها. على العكس، في حين أن الكثير من المضايقات الجنسية تكون علنية، فإن الكثير منها لا يكون كذلك، وتبدو وكأنها تمنرًا معتادًا. مثال على ذلك هو إغاظة فتيان أقوياء لولد «غريب الأطوار» لتفوقه الدراسي. ما يحدث في الواقع هو أن الصبي يتعرض للسخرية بسبب افتقاره إلى القدرة العضلية الذكورية، أو عدم مشاركته في الدعابات المغايرة للجنس مع الفتيات أو الأولاد. بشكل سطحي، لم يحمل هذا التنمر محتوى جنسي، ولكنه مبطن من قِبل المعتدون الذين يتنافسون في إدعاء الهيمنة على هذا «النوع من الفتيان» (انظر ماك آن غاليل، 1994، ودونسان 1999).

## الانتشار
كجزء من بحثه حول التنمر الجنسي في المدارس، أطلق برنامج بانوراما بي بي سي استبيان يستهدف الشباب الذين تتراوح أعمارهم بين 11-19 سنة في المدارس ونوادي الشباب في خمس مناطق في إنجلترا. أسفر الاستقصاء عن أنه من بين 273 شابا استجابوا للاستبيان، أجبر 28 منهم على القيام بشيء جنسي، ورأى 31 منهم أنه يحدث لشخص آخر. ومن بين 273 مشاركاً، وجد 40 شخصاً قد تعرضوا للمس بغير رغبتهم. تظهر أرقام حكومة المملكة المتحدة أنه في العام الدراسي 2007/8 كان هناك 3450 استبعاد لفترة معينة و 120 استبعادًا دائمًا من المدارس في إنجلترا بسبب سوء السلوك الجنسي. وهذا يعادل 19 استبعادًا خلال اليوم الدراسي الواحد  لحوادث تتضمن التلامس واستخدام لغة مهينة جنسياً. من أبريل 2008 إلى مارس 2009، قدمت خدمة «خط الطفل» المشورة لما مجموعه 156,729 طفلًا. من بين هؤلاء، تحدث 26,134 طفل عن التنمر كمصدر قلق رئيسي بينما تحدث 300 منهم عن التنمر الجنسي بشكل خاص. أبلغ 25٪ من الأطفال الذين حضروا جلسات مكافحة التنمر المجانية من جمعية «كيدسكاب» الخيرية عن شكل من أشكال من التنمر الجنسي.
نسبة كبيرة من الطلاب المثليين يتعرضون لعنف سببه الفوبيا من المثلية ومن المتحولين جنسيا في المدرسة. يظهر ذلك باستمرار من خلال بيانات من أفريقيا وآسيا وأوروبا وأمريكا اللاتينية ومنطقة البحر الكاريبي وأمريكا الشمالية والمحيط الهادئ، وتتراوح النسبة المتأثرة بين 16 في المائة في نيبال و 85 في المائة في الولايات المتحدة. كما أن الطلاب المثليين أكثر عرضة لمثل هذا العنف في المدرسة أكثر منه في المنزل أو في المجتمع.
يبلغ الطلاب المثليين عن معدل انتشار العنف في المدارس أعلى من نظرائهم من غير المثليين. ففي نيوزيلندا، على سبيل المثال، كانت احتمالية تعرض الفتيات المثليات والمثليين وثنائيي الجنس للتنمر أكثر من نظرائهم المغايرين جنسياً بثلاثة أضعاف، وفي النرويج أبلغ حوالي 15-48 في المائة من الطلاب المثليات والمثليين ومزدوجي الميول الجنسية عن تعرضهم للتنمر بالمقارنة مع نسبة 7 في المائة من الطلاب المغايرين جنسيًا. 

## أنواع التفاعلات
تشير دراسة استقصائية قام بها الاتحاد الوطني للمعلمين في المملكة المتحدة إلى أن التنمر الجنسي غالباً ما يقوم به الأولاد ضد الفتيات، على الرغم من تزايد مضايقات الفتيات للفتيات الأخريات وللفتيان بطريقة جنسية. أظهر البحث  أن التنمر الجنسي يبدأ من مستوى المدرسة الابتدائية، وعادة ما يتخذ شكل الإهانات اللفظية الموجهة من قبل الأولاد للفتيات والنساء من خلال لغة جنسية وعدوانية مهينة. تظهر دراسة للاتحاد الوطني للمعلمين أن هذه الإهانات اللفظية تركز بشكل عام على الحالة الجنسية للفتيات متضمنة ألفاظ مثل «عاهرة» و «القمامة» و «الكعكة» و «الفاسقة». ذكر باحثون آخرون دلائل مماثلة. ولكن هذه الحوادث يتم طرحها بشكل اعتيادي كسلوك ممازح أو مبرر من خلال الفكاهة. كما أظهر البحث أيضًا أن الأولاد يتعرضون كذلك لنوعية من التنمر الجنسي من قبل الأولاد الآخرين والفتيات رغم أن هذا يحدث بشكل أقل وضوحًا. المعضلة الأكثر انتشارا هي الإساءة اللفظية الجنسية والتسمية بأسماء بذيئة. المسميات التي تسبب الامتهان الأكبر للأولاد هي المسميات المثلية للجنس والمرتبطة بغياب الدرجة العالية من الذكورة.  يمكن أن تحتمل المضايقة الجنسية نشر شائعات حول الميول الجنسية للشخص أو احياته الجنسية، أو إظهار أو نشر التعليقات الجنسية أو الصور أو مقاطع مصورة، مثل الانتقام الإباحي.
يدّعي بعض الأشخاص، بما في ذلك منظمة «اهزم التنمر» الخيرية البريطانية، أن الأطفال يتعرضون للتنمر لتقديم «خدمات جنسية» مقابل الحماية حيث دخلت ثقافة العصابات لمدارس المدن الداخلية. تحدت مجموعات مناهضة للتنمر ونقابات المعلمين، بما في ذلك الاتحاد الوطني للمعلمين، المؤسسة الخيرية أن تقدم الدليل على ذلك، حيث لم يكن لديهم أي دليل على أن هذا النوع من السلوك يحدث في المدارس.

## الآثار المرتبطة والمخاطر
الوقوع كضحية للتنمر يحدث بشكل أكثر تكرارا في الأقليات الجنسية منه في الأفراد المغايرين جنسياً. يرتبط التنمر الجسدي المرتبط بالتوجه الجنسي بشكل كبير مع الاضطراب العقلي وأعراض الصدمة. عندما يحدث التنمر مع تجارب الطفولة المُعادية، تظهر تفاوتات صحية أكبر مدى الحياة وسلوكيات خطرة على الصحة.  التنمر، وخاصة في فترة المراهقة، يمكن أن تؤدي إلى الاكتئاب والتفكير بالانتحار. من المرجح أن تعاني الإناث من الأقليات الجنسية المتعرضات للتنمر من الاكتئاب والتفكير في الانتحار أكثر من نظرائهن من الذكور الأقليات ومن المغايرين جنسيًا من الجنسين.
التنمر الجسدي ضد المثليين، إلى جانب الاعتداء الجنسي والتنمر اللفظي، يمكن أن يؤدي إلى مشاكل صحية نفسية، والتي يمكن أن تكون مؤشرا لسلوكيات جنسية محفوفة بالمخاطر. الرجال الذين يمارسون الجنس مع الرجال في الولايات المتحدة وكندا لديهم انتشار أعلى لفيروس نقص المناعة البشرية من أي مجموعة أخرى.